# Aleksej Catevič
Aleksej Vladimirovič Catevič (in russo Алексей Владимирович Цатевич?, trasl. angl. Alexey Vladimirovich Tsatevich; Verchnjaja Pyšma, 5 luglio 1989 – Verchnjaja Pyšma, 8 aprile 2024) è stato un ciclista su strada russo, professionista dal 2012 al 2017.

## Biografia
Aleksej Catevič nacque il 5 luglio 1989 a Verchnjaja Pyšma.
Nel 2013 vinse la semiclassica belga Le Samyn e nel 2016 una tappa alla Volta Ciclista a Catalunya.
Morì a Verchnjaja Pyšma l'8 aprile 2024 all'età di 34 anni.

## Palmarès
- 2007 (Juniores)

1ª tappa Trophée Centre Morbihan (Buléon > Ploërmel)
Trofeo San Rocco
- 2008 (Under-23, una vittoria)

Gran Premio Industria, Commercio e Artigianato di Castelfidardo
- 2011 (Itera-Katusha, quattro vittorie)

2ª tappa Grande Prémio Crédito Agrícola da Costa Azul (Santiago do Cacém > Ourique)
Grand Prix de la Ville de Nogent-sur-Oise
4ª tappa Tour Alsace (Illzach > Mulhouse)
6ª tappa Tour de Bulgarie (Kazanlăk > Trjavna)
- 2013 (Team Katusha, due vittorie)

Le Samyn
4ª tappa Settimana Ciclistica Lombarda (Gorle > Bergamo)
- 2016 (Team Katusha, una vittoria)

7ª tappa Volta Ciclista a Catalunya (Barcellona Montjuïc > Barcellona Montjuïc)

### Altri successi
- 2010 (Under-23)

1ª tappa Gagra - Sukhumi (Mosca > Mosca)
Classifica generale Gagra - Sukhumi
- 2011 (Itera-Katusha)

2ª tappa Tour of Yeroskipos (Yeroskipos > Yeroskipos)
Criterium di Pitsunda
Classifica a punti Tour Alsace
Campionati russi, Criteriun

## Piazzamenti

### Grandi Giri
- Giro d'Italia

2016: non partito (10ª tappa)
2017: 121º

### Classiche monumento
- Milano-Sanremo

2017: 103°
- Giro delle Fiandre

2013: ritirato
2014: 82º
2015: 78º
2016: ritirato

### Competizioni mondiali
- Campionati del mondo

Melbourne 2010 - In linea Under-23: 75º
Copenaghen 2011 - In linea Under-23: 8º
Richmond 2015 - In linea Elite: 37º

### Competizioni europee
- Giochi europei

Baku 2015 - In linea: ritirato